# Dům s lékárnou U Černého orla
Dům s lékárnou U Černého orla v Michli v Praze stojí na rohu ulic Nuselská a Na kolejním statku proti Tyršově vrchu. 
Je chráněn jako nemovitá kulturní památka České republiky.

## Historie
Činžovní dům byl postaven v roce 1909 podle návrhu Josefa Černého a Ludvíka Melzera. Původně byla v přízemí provozována lékárna U Černého orla. Její mobiliář byl v roce 2006 přenesen do Myslíkovy ulice čp. 1922/II na Novém Městě.

## Popis

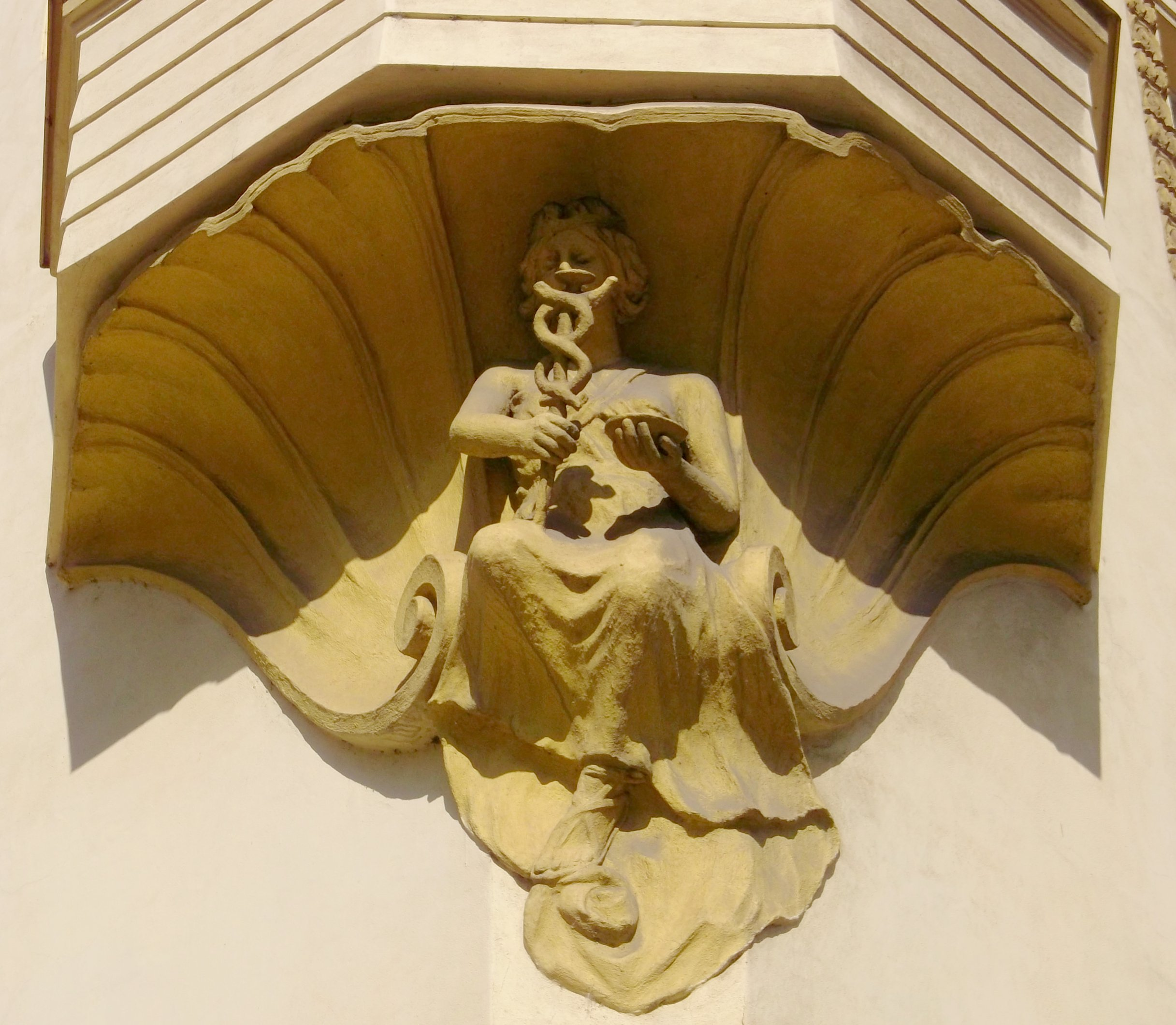
Nároží s postavou Hygie

Nárožní dům je třípatrový. V úrovni pater tvoří nároží polygonální arkýř, který je zakončen věžičkou. Arkýř podpírá štuková postava Hygie sedící v mušli. Fasádu do Nuselské ulice člení dva mírně oblé rizality. Trojitá okna jsou doplněna třemi balkony nesymetricky umístěnými na fasádě. Fasáda má bohatou štukovou výzdobu. Schodiště v domě je opatřeno kovovými prvky.